# Station La Roche-Maurice
Station La Roche-Maurice is een spoorweghalte in de Franse gemeente La Roche-Maurice. Zij wordt bediend door treinen van het netwerk TER Bretagne op het traject Brest - Morlaix.